# Agrostis stricta
Agrostis stricta é uma espécie de gramínea do gênero Agrostis, pertencente à família Poaceae.